# Helenów Słupski
Helenów Słupski (prononciation : [xɛˈlɛnuf ˈswupski]) est un village polonais de la gmina de Szczawin Kościelny dans le powiat de Gostynin de la voïvodie de Mazovie dans le centre-est de la Pologne.
Le village possède approximativement une population de 166 habitants en 2009.

## Histoire
De 1975 à 1998, le village appartenait administrativement à la voïvodie de Płock.